# Paul Poirier
Pour les articles homonymes, voir Poirier (homonymie) et Paul Poirier (homonymie).
Paul-Julien Poirier, né le 9 février 1853 à Granville, mort le 1er mai 1907 à Auteuil, est un chirurgien et anatomiste français. 
Paul Poirier a été chirurgien des hôpitaux dès 1889, à l'hôpital d'Ivry, puis hôpital Tenon, puis Lariboisière en 1904. Il a aussi été professeur d'anatomie à la Faculté de médecine de Paris en 1902, en remplacement du Pr. Farabeuf, et a été membre du jury de la Faculté libre de Beyrouth, au Liban, en 1899. 
Entre 1892 et 1902, il publie son grand traité d'anatomie.
Il est élu membre de l'Académie de médecine en 1905 et cofondateur en 1906 de l'Association française pour l'étude du cancer avec les professeurs Roussy et Delbet.
Une rue de Granville porte son nom.

## Sources
- « Paul-Julien Poirier (1853-1907) », sur data.bnf.fr (consulté le 2 avril 2024)